# Stawropolskaja-Akzionernaja-Awia-Flug 1023
Auf dem Stawropolskaja-Akzionernaja-Awia-Flug 1023 (Flugnummer: SVL1023) ereignete sich am 18. März 1997 bei Tscherkessk ein schwerer Flugunfall. Eine Antonow An-24RW der Stawropolskaja Akzionernaja Awia, mit der ein internationaler Charterflug von Stawropol nach Trabzon durchgeführt werden sollte, brach infolge starker Korrosion der Rumpfstruktur im Flug auseinander und stürzte zu Boden. Bei dem Unfall kamen alle 50 Personen an Bord der Maschine ums Leben.

## Flugzeug
Das Flugzeug war eine 24 Jahre alte Antonow An-24RW mit der Werksnummer 37308502 und der Modellseriennummer 085-02, die am 28. März 1973 ihren Erstflug absolvierte und am 2. April desselben Jahres an die Aeroflot ausgeliefert wurde. Die Maschine erhielt das sowjetische Luftfahrzeugkennzeichen СССР-46516. Nach dem Zusammenbruch der Sowjetunion übernahm die Stawropolskaja Akzionernaja Awia die Maschine und ließ sie am 20. Januar 1993 mit dem neuen Kennzeichen RA-46516 wieder zu. Ab dem 21. Oktober 1994 war die Maschine an die Musée Air Service in der Demokratischen Republik Kongo verleast, ehe sie im Januar 1997 wieder in die Flotte der Stawropolskaja Akzionernaja Awia zurückkehrte. Das zweimotorige Kurzstrecken-Passagierflugzeug war mit zwei Turboprop-Triebwerken des Typs Iwtschenko AI-24WT ausgestattet. Zum Zeitpunkt des Unfalls hatte die Maschine eine kumulierte Gesamtbetriebsleistung von 41.181 Betriebsstunden, auf die 27.628 Starts und Landungen entfielen.

## Besatzung und Passagiere
Den Flug hatten 44 Passagiere angetreten. Es befand sich eine sechsköpfige Besatzung an Bord.

## Flugplan
Der Nonstopflug SVL1023 von Stawropol nach Trabzon war zwar ein außerplanmäßiger, internationaler Charterflug, wurde aber relativ häufig bedient.

## Unfallhergang
Der Start der Maschine sowie der Steigflug auf Reisehöhe verliefen ohne besondere Vorkommnisse. Nach 37 Minuten Flugzeit brach plötzlich in einer Flughöhe von 19.700 Fuß (ca. 6000 Meter) der Funkkontakt zur Flugsicherung ab und die Maschine verschwand von den Radarschirmen. Es wurde festgestellt, dass die Maschine einen Kilometer östlich von Tscherkessk abgestürzt war.

## Unfalluntersuchung
Bei der Unfalluntersuchung wurde festgestellt, dass sich die Wrackteile in einem Abstand von 3 Kilometern zueinander befanden. Das Heck der Maschine wurde auf einem Feld in 1,5 Kilometern Entfernung zu den übrigen Trümmern vorgefunden, die in ein Waldstück gestürzt waren. Die Ermittler schlossen daraus, dass das Heck im Flug abgebrochen sein muss, woraufhin die Maschine unkontrolliert abstürzte. 
Bei der Untersuchung der Bruchstellen wurde starke Korrosion zwischen dem 30. und dem 34. Rumpfspant festgestellt, die als Ursache für das Auseinanderbrechen im Flug ermittelt werden konnte. Als wesentlicher Faktor für den Unfall wurde ein Übersehen der fortschreitenden Korrosion im Rahmen der technischen Untersuchungen festgestellt. Die Maschine hatte sich bis wenige Wochen vor dem Absturz über einen Zeitraum von 16 Monaten im Einsatz in Gebieten mit einer hohen Luftfeuchtigkeit in der Demokratischen Republik Kongo befunden, dabei wurden Wartungsintervalle regelmäßig überschritten. Bei den Untersuchungen wurde kein Endoskop verwendet, sodass die fortgeschrittene Korrosion in den schwer zugänglichen Hohlräumen unterhalb des Kabinenbodens nicht sachgerecht festgestellt werden konnte. Maßnahmen zur Korrosionsvorsorge waren ebenfalls nicht ordnungsgemäß durchgeführt worden. Die Entscheidung zum Verlängern der Wartungsintervalle sowie der Betriebsdauer war unter diesen Umständen nicht gerechtfertigt.